# Deutschland Tour 2025
Die Deutschland Tour 2025 ist ein Etappenrennen im Straßenradsport der Männer. Der Wettbewerb ist Teil der UCI ProSeries 2025 und findet vom 20. bis 24. August statt. Wie in den Vorjahren besteht es aus einem Prolog und vier regulären Etappen.

## Strecke
Der Prolog ist ein 3 km langes Einzelzeitfahren in Essen auf dem Gelände der Zeche Zollverein. Die erste reguläre Etappe führt von Essen in Richtung Teutoburger Wald und um Bielefeld herum nach Herford. Die zweite verläuft Richtung Süden nach Arnsberg, wo eine Schlussrunde auf den Höhen westlich des Stadtzentrums gefahren wird. Der dritte, mit 3000 Höhenmetern steigungsreichste Abschnitt endet in Kassel. Die vierte, letzte und flachste Etappe findet in Sachsen-Anhalt statt und verbindet mit Halle und Magdeburg die beiden größten Städte des Landes, sie endet mit einer kurzen Runde durch die Magdeburger Innenstadt.
| Etappe    | Datum    | Etappenorte               | type             | Länge (km) | Etappensieger | Gesamtführender |
| --------- | -------- | ------------------------- | ---------------- | ---------- | ------------- | --------------- |
| Prolog    | 20. Aug. | Essen – Essen             | Einzelzeitfahren | 3          |               |                 |
| 1. Etappe | 21. Aug. | Essen – Herford           | Flachetappe      | 197        |               |                 |
| 2. Etappe | 22. Aug. | Herford – Arnsberg        | Hügelige Etappe  | 189        |               |                 |
| 3. Etappe | 23. Aug. | Arnsberg – Kassel         | Hügelige Etappe  | 184        |               |                 |
| 4. Etappe | 24. Aug. | Halle (Saale) – Magdeburg | Flachetappe      | 168        |               |                 |

## Reglement
In Ergänzung zu den Regeln der Union Cycliste Internationale trifft das Sonderreglement folgende Regelungen:
Die Gesamtwertung errechnet sich aus der Addition der gefahrenen Zeiten, zuzüglich Zeitstrafen und abzüglich Zeitboni. Die ersten drei Fahrer jeder Etappe erhalten 10, 6 und vier Bonussekunden, die ersten drei des jeweils eines Bonus-Sprints auf jeder Etappe 3, 2 und eine Sekunde. Der Führende in der Gesamtwertung trägt das Blaue Wertungstrikot. Für die Gesamtwertung werden Preis in Höhe von insgesamt 20.462 € ausgeschüttet, darunter 8.135 € für den Gesamtsieger.
Auf der Basis der Gesamtwertung errechnet sich die Nachwuchswertung der Fahrer, die nach dem 1. Januar 2000 geboren wurden. Der Führende in der Nachwuchswertung trägt das Weiße Trikot. Der Gewinner der Nachwuchswertung erhält 3.000 €.
Die Mannschaftswertung errechnet sich aus der Addition der Zeiten der drei besten Fahrer einer jeden Etappe. Die Gewinnermannschaft erhält 3.000 €.
Für die Punktewertung werden 15, 12, 9, 7, 6, 5, 4, 3, 2 und 1 Punkt für die Bestplatzierten einer Etappe, 10, 8, 6, 5, 4, 3, 2, 1 des Prologs und 3, 2 und 1 Punkt für die drei Ersten drei der jeweils zwei Zwischen-Sprints vergeben. Der Führende in der Punktewertung trägt das Grüne Trikot. Der Gewinner der Punktewertung erhält 3.000 €.
Für die Bergwertung werden 3, 2 und 1 Punkt für die Ersten bei der Überfahrt von insgesamt 10 klassifizierten Anstiegen vergeben. Der Führende in der Bergwertung trägt das Gepunktete Trikot. Der Gewinner der Bergwertung erhält 3.000 €.
Für den Sieg im Prolog werden 1.810 € und für einen Etappensieg 3.615 € vergeben. Insgesamt werden für den Prolog 4.550 € und für die Etappen jeweils 9.090 € an Preisgeldern ausgeschüttet.
Die Karenzzeit beträgt jeweils 12 % der Etappensiegerzeit.
Der Prolog ist mit Rennrädern zu bestreiten, die für Massenstartrennen zugelassen sind, so dass Zeitfahrräder nicht zugelassen sind.